# Materiëlemotiveringsplicht
De materiëlemotiveringsplicht is in België een beginsel van behoorlijk bestuur.
In België moet elke administratieve rechtshandeling steunen op motieven waarvan het feitelijk bestaan naar behoren is bewezen en die in rechte ter verantwoording van die handeling in aanmerking kunnen worden genomen.
De Raad van State gaat in het kader van zijn wettigsheidstoezicht na of de bestuursoverheid is uitgegaan van de juiste feitelijke gegevens, of zij die correct heeft beoordeeld en of ze op grond daarvan binnen de perken van de redelijkheid tot haar besluit is gekomen.

## Rechtsgrond
De artikelen 2 en 3 van de wet van 29 juli 1991 betreffende de uitdrukkelijke motivering van de bestuurshandelingen schrijven voor dat bestuurshandelingen uitdrukkelijk moeten worden gemotiveerd en dat deze de juridische en feitelijke overwegingen moeten vermelden die tot de beslissing hebben geleid. Deze motivering moet afdoende zijn.